# Courlandon
 Courlandon  ist eine französische Gemeinde mit 302 Einwohnern (Stand 1. Januar 2022) im Département Marne in der Region Grand Est. Sie gehört zum Arrondissement Reims und zum Kanton Fismes-Montagne de Reims.

## Geografie
Die Gemeinde Courlandon liegt an der Vesle, etwa 25 Kilometer westlich von Reims. Nachbargemeinden von Courlandon sind Baslieux-lès-Fismes, Breuil-sur-Vesle, Fismes, Magneux und Romain.

## Bevölkerungsentwicklung
| Jahr      | 1962 | 1968 | 1975 | 1982 | 1990 | 1999 | 2007 | 2018 |
| Einwohner | 213  | 209  | 195  | 200  | 167  | 249  | 291  | 283  |

## Sehenswürdigkeiten

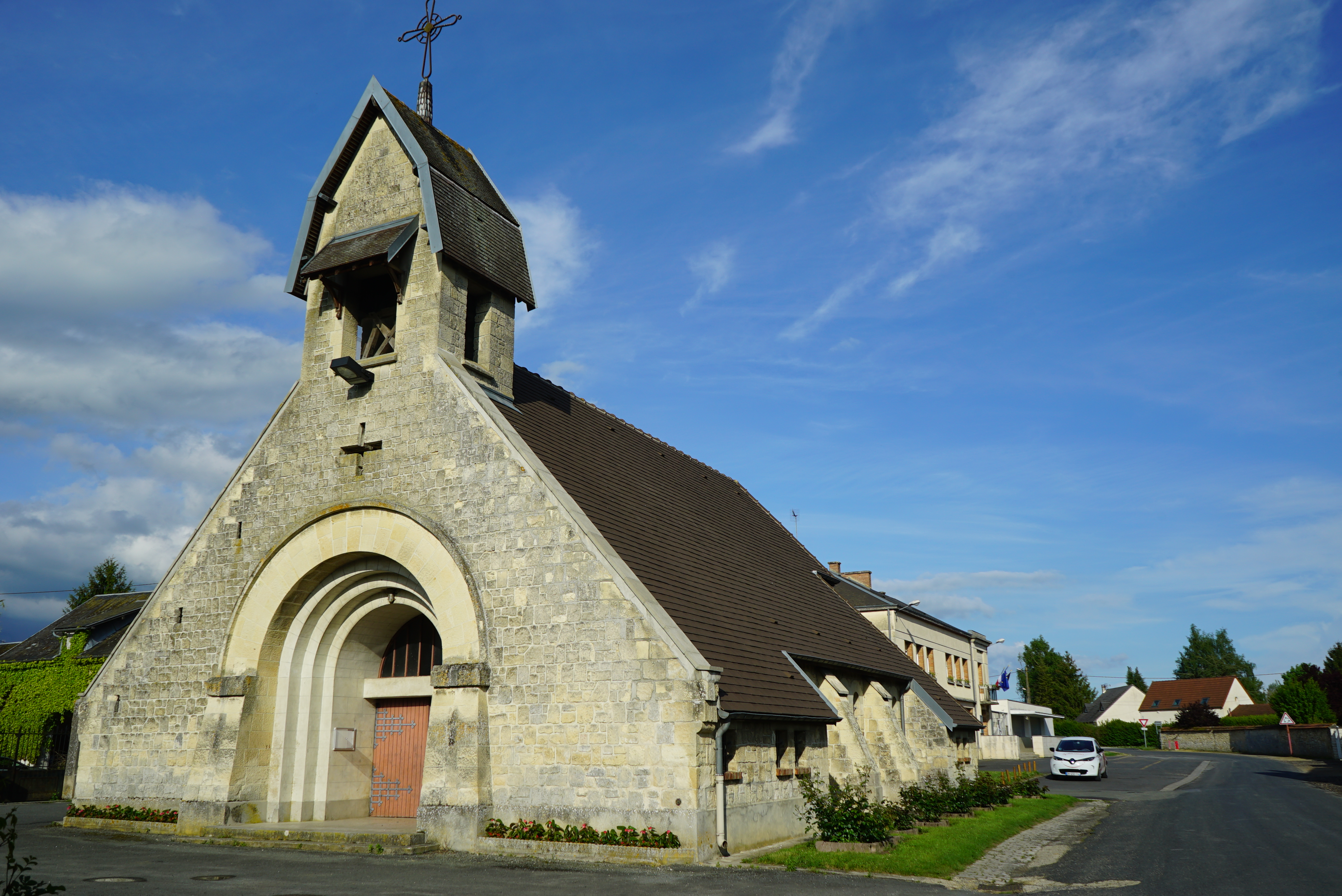
Kirche Saint-Laurent
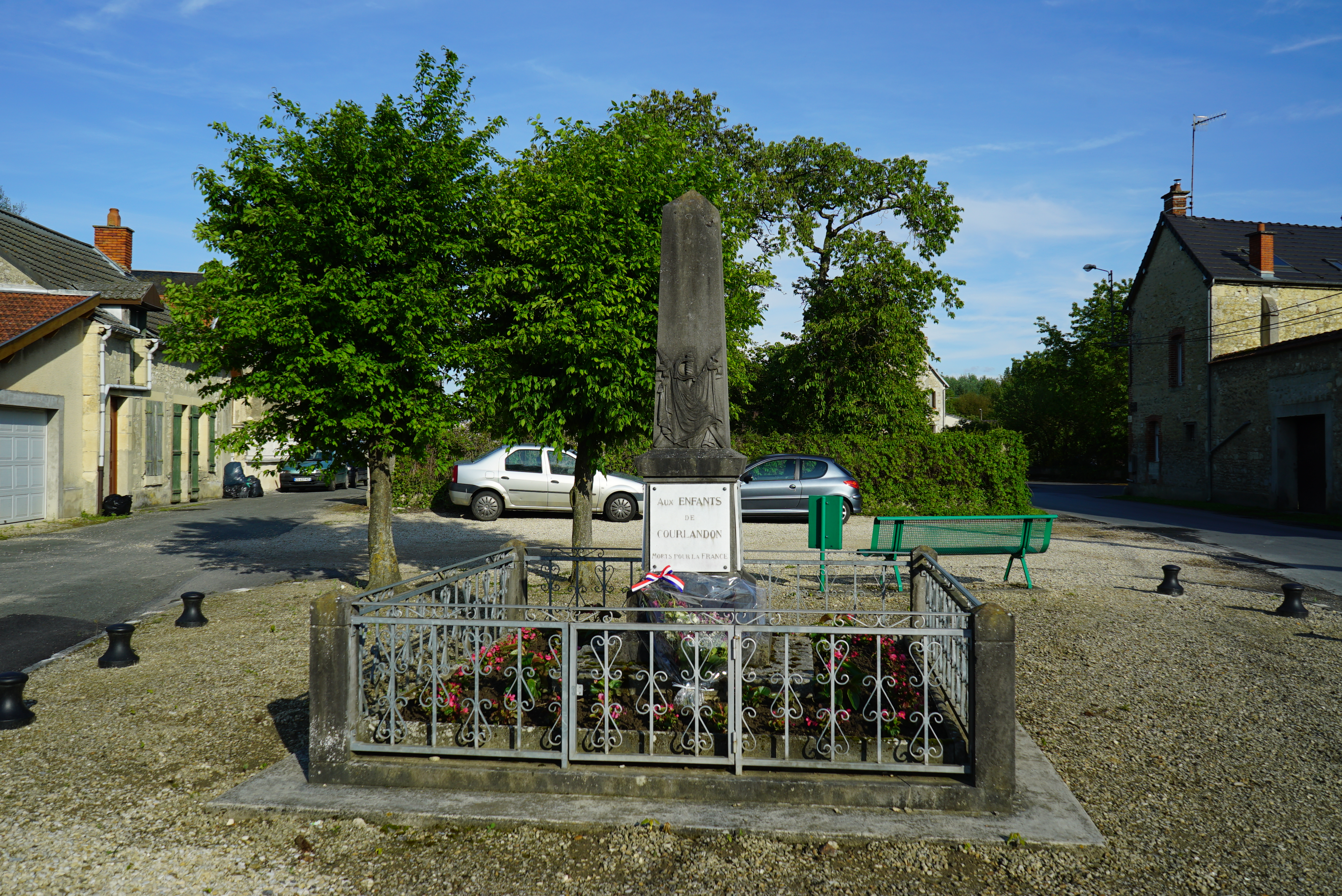
Gefallenendenkmal
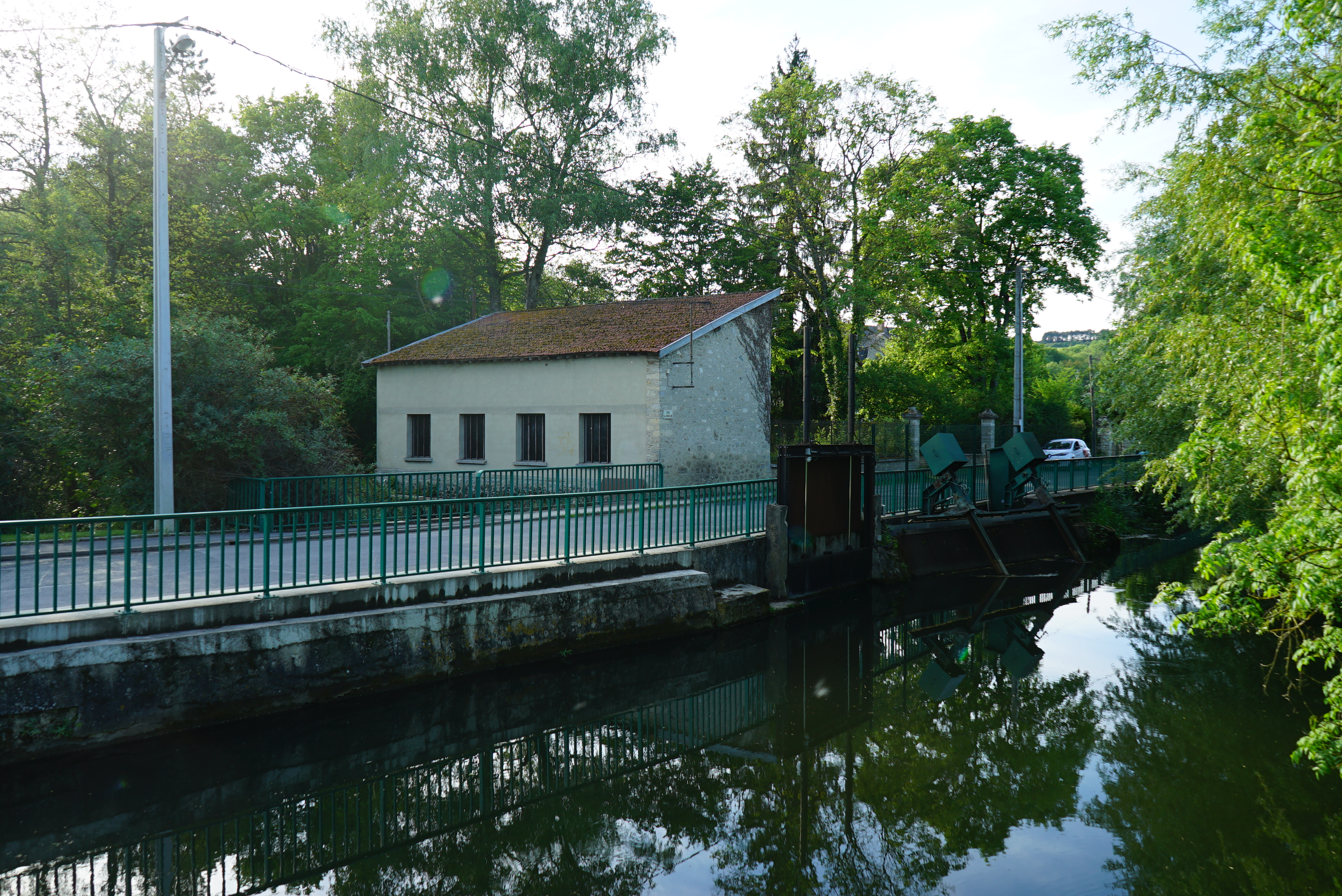
Wasserkraftwerk

- Kirche Saint-Laurent
- Gefallenendenkmal
- Wasserkraftwerk